# アリーナ

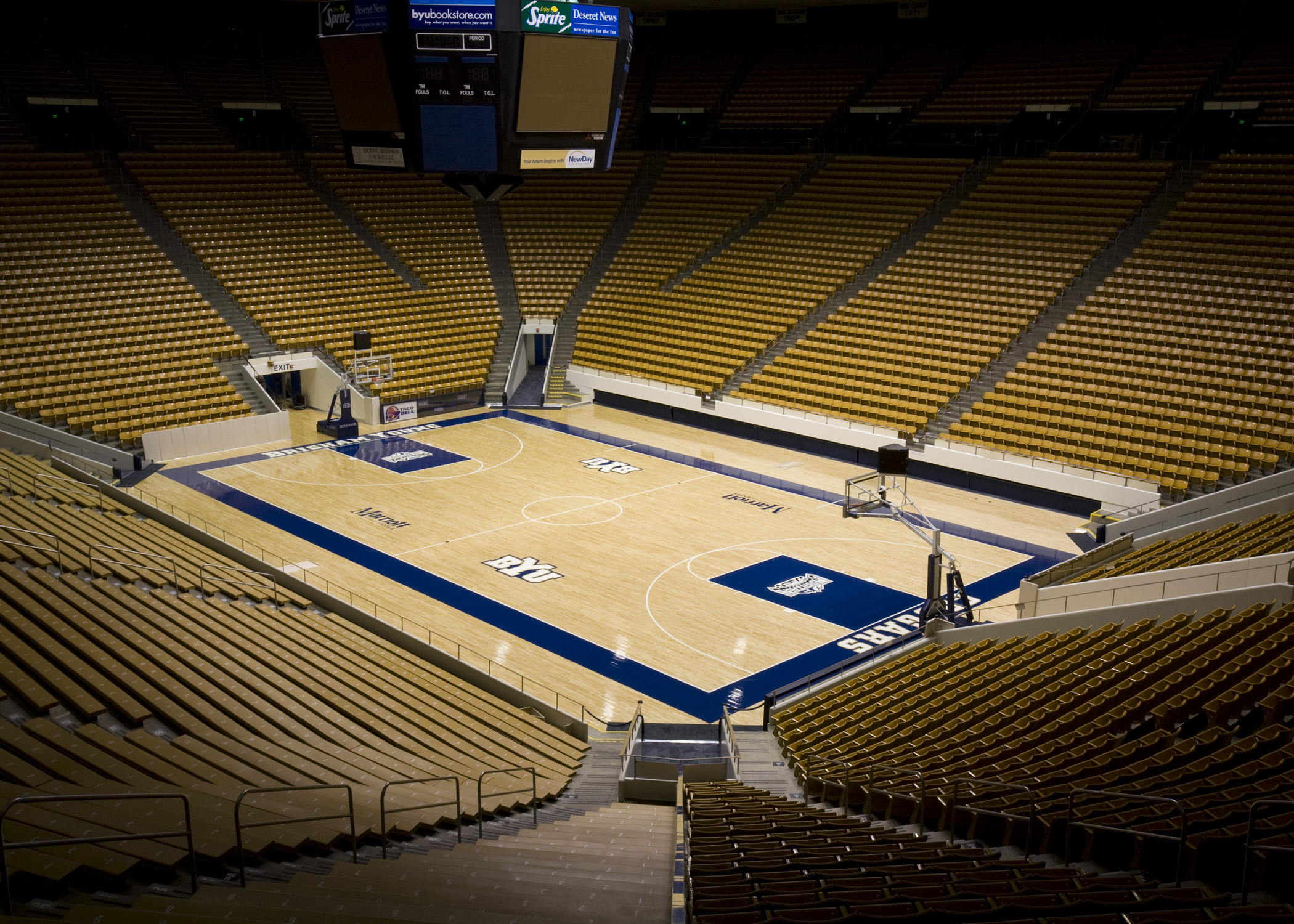
ユタ州・プロボのマリオット・センター。座席数は2万2700で、ブリガムヤング大学の男子及び女子のバスケットボールチームの本拠地である。

アリーナ（英語: arena）は、スタンド（傾斜がある階段状の観客席）に全周またはほぼ全周を囲まれた、闘技場・競技場・劇場などの施設。アレーナ（ラテン語: arena）とも。
ラテン語の「arena」または「harena」の原義は「砂」で、「剣闘士の流血を吸収するために砂を敷き詰めた闘技場」を意味し、そのような闘技場が設けられたアンフィテアトルム（古代ローマの円形闘技場）のような施設の意味に転じた。

## 施設

### スポーツ競技
競技場としては、バスケットボール・アイススケートなど室内競技用の競技場を特にアリーナと称する。アリーナのようなスタンドを設置しても、野球・サッカー・陸上競技など屋外競技用の競技場はスタジアムと称することが多い。野球場やスケートリンクなどは観客席の有無や形態を問わない。
屋内体育施設である体育館はアリーナを中心に構成されており、規模の大きい体育館では建物内にメインアリーナやサブアリーナなど複数のアリーナを有する。

### 多目的利用
体育館のアリーナは多目的利用が想定されている場合も多い。特定用途の小規模な施設を除けば、一般的な多目的のアリーナは定員1万から2万人前後である。コンサートなどのイベント会場として、日本ではこの規模の会場を「アリーナクラス」と称し、定員数万人の「スタジアムクラス（ドームクラス）」と、定員数千人の「ホールクラス」の間に位置づけられる。日本は「横浜アリーナ」や「さいたまスーパーアリーナ」などが知られる。

## 構成

### アリーナとコート
アリーナの平面計画の設計で考慮される競技は、一般的にバスケットボール、バレーボール、バドミントン、卓球であるが、これにテニスやハンドボールなども含むことがある。アリーナの面積はコートの寸法の周囲に種目別の一定の安全エリアを加えて設計される。
床
床は適度の弾性があり、十分な強度と耐久性を備え、平滑だが滑りにくく、振動や音を吸収することが基本的要件となる。一般的に鋼製床組上にフローリング材を敷いているものが多い。床は対象競技に応じて数種類のコートラインが引かれ、バレーボールやバドミントンのポールを立てる穴（床金具）が設置されている。
壁
衝撃などに弾性や強度があり、突起物がなく、吸音性能を備え、開口部に防球対策が求められる。
天井
天井は競技別の安全な高さ、バレーボールの場合12.5メートル程度を確保し、音響計画も考慮して形状や材料を選定する。

### 観客席
屋内体育施設の場合、アリーナの周囲には器具庫などの付帯設備が設置されているため、観覧席の多くはこれらの上の階に固定席を巡らせるように配置する方式が多い。
アリーナ席 (arena seats) は、中央フィールドに臨時で増設する座席を指す。コンサートや格闘技などステージが広くないイベントで設けられる。スタンド席よりも良席とみなされるが、後部はステージから遠い距離でスタンド席のような傾斜はない。横浜アリーナは、通常の施設のアリーナ席に当たる座席をセンター席、スタンドの最下部の可動座席をアリーナ席、それぞれを称する。

## アイスアリーナ
アイススケートやアイスホッケー用にスケートリンクを備えたアリーナをアイスアリーナと称する。多くの場合リンクは常設で氷上競技専用だが、リンクを一時的に撤去して他用途に転用可能な施設もある。

## 日本の主なアリーナ一覧
| アリーナ                                   | 最大収容人数                                              | 座席数                                                    | 所在地                 |
| ------------------------------------------ | --------------------------------------------------------- | --------------------------------------------------------- | ---------------------- |
| 北海道立総合体育センターメインアリーナ     | 約10,000                                                  | 約6,000                                                   | 北海道札幌市豊平区     |
| 真駒内屋内競技場メインアリーナ             | 約11,000                                                  | 約6,000                                                   | 北海道札幌市南区       |
| さいたまスーパーアリーナ                   | スタジアムモード：約37,000 メインアリーナモード：約22,500 | スタジアムモード：約30,000 メインアリーナモード：約18,000 | 埼玉県さいたま市中央区 |
| LaLa arena TOKYO-BAY                       | 約10,000                                                  |                                                           | 千葉県船橋市           |
| 日本武道館                                 | 約14,500                                                  | 約11,000                                                  | 東京都千代田区         |
| 両国国技館                                 | 約11,000                                                  | 約10,500                                                  | 東京都墨田区           |
| 有明アリーナ                               | 約15,000                                                  | 約12,000                                                  | 東京都江東区           |
| 有明コロシアム                             | 約10,000                                                  | 約9,900                                                   | 東京都江東区           |
| 国立代々木競技場第一体育館                 | 約13,000                                                  | 約8,600                                                   | 東京都渋谷区           |
| 東京体育館メインアリーナ                   | 約10,000                                                  | 約5,200                                                   | 東京都渋谷区           |
| 武蔵野の森総合スポーツプラザメインアリーナ | 約10,000                                                  | 約6,000                                                   | 東京都調布市           |
| Kアリーナ横浜                              | 約20,000                                                  | 約20,000                                                  | 神奈川県横浜市西区     |
| ぴあアリーナMM                             | 約12,000                                                  | 約10,000                                                  | 神奈川県横浜市西区     |
| 横浜アリーナ                               | 約17,000                                                  | 約17,000                                                  | 神奈川県横浜市港北区   |
| 愛知国際アリーナ                           | 約17,000                                                  | 約15,000                                                  | 愛知県名古屋市北区     |
| 名古屋市総合体育館日本ガイシホール         | 約10,000                                                  | 約7,000                                                   | 愛知県名古屋市南区     |
| 静岡県小笠山総合運動公園アリーナ           | 約10,000                                                  | 約6,300                                                   | 静岡県袋井市           |
| 大阪市中央体育館メインアリーナ             | 約10,000                                                  | 約7,300                                                   | 大阪府大阪市港区       |
| 大阪城ホール                               | 約16,000                                                  | 約9,000                                                   | 大阪府大阪市中央区     |
| GLION ARENA KOBE                           | 約10,000                                                  | 約8,600                                                   | 兵庫県神戸市中央区     |
| 広島県立総合体育館大アリーナ               | 約10,000                                                  | 約4,700                                                   | 広島県広島市中区       |
| 香川県立アリーナメインアリーナ             | 約10,000                                                  | 約5,024                                                   | 香川県高松市サンポート |
| マリンメッセ福岡A館                        | 約15,000                                                  | 約8,000                                                   | 福岡県福岡市博多区     |
| 福岡国際センター                           | 約10,000                                                  | 約4,000                                                   | 福岡県福岡市博多区     |
| 沖縄アリーナ                               | 約10,000                                                  | 約8,000                                                   | 沖縄県沖縄市           |